# 拉哈普 (伊利諾伊州)
拉哈普（英語：La Harpe）是一個位於美國伊利諾伊州漢考克縣的城市。

## 地理
拉哈普的座標為40°34′59″N 91°59′08″W / 40.58306°N 91.98556°W，而該地的平均海拔高度為212米（即696英尺）。

## 人口
根據2010年美國人口普查的數據，拉哈普的面積為13.87平方千米，當中陸地面積為9.22平方千米，而水域面積為4.65平方千米。當地共有人口1235人，而人口密度為每平方千米89.04人。